# Marcel Vervloesem
Marcel Vervloesem (* 7. Oktober 1952 in Lier; † 22. Januar 2018 in Herenthout) war ein belgischer Aktivist im Bereich der Kinderpornografie, der später selbst wegen sexuellen Missbrauchs Minderjähriger verurteilt wurde.
Marcel Vervloesem arbeitete als Büroangestellter in Morkhoven, einem Ortsteil von Herentals in der Provinz Antwerpen. 1989 gründete er die Werkgroep Morkhoven („Arbeitsgruppe Morkhoven“). In den 1990er Jahren wurde er mit dieser Arbeitsgruppe als Kämpfer gegen Kinderpornografie bekannt. Im Jahr 1998 übergab er der Staatsanwaltschaft 10.000 pornografische, zum Teil sadistische Abbildungen, zudem 3000 Dokumente wie Adressen von Kunden und Abrechnungen. Der Presse teilte er in diesem Jahr mit, er habe ein Netzwerk von pädophilen Tätern zerschlagen. Der angeblich „weltgrößte Pädophilenring“ wurde jedoch nie gefunden. Das Bildmaterial konnte nur einem Konsumenten der Bilder zugeordnet werden. Ermittler kamen zu dem Schluss, dass Vervloesem trotz seines Engagements kaum verwertbare Informationen liefere. Ein Ermittler vom Landeskriminalamt Berlin sagte, Vervloesem sei vor allem ein „höchst selbstdarstellungsbedürftiger Mann“.
Nachdem Vervloesem selbst wegen sexuellen Missbrauchs Minderjähriger angezeigt wurde, begann im Januar 2005 ein Prozess gegen ihn. Das Gericht stellte fest, dass er zwischen 2003 und 2005 drei Minderjährige missbraucht hatte. Zudem war er bereits 1979 wegen sexuellen Missbrauchs in einer psychiatrischen Anstalt gewesen. Das Gericht verurteilte ihn im Mai 2006 zu fünf Jahren Haft, davon zwei Jahre auf Bewährung. Der Staatsanwalt zog das Fazit: „Es ist an der Zeit, dass wir den Mythos Vervloesem auf seine richtige Proportion reduzieren. Vervloesem hat das Image eines Pornojägers benutzt, um selbst Kinder zu missbrauchen.“ 2008 wurde Vervloesem vom Berufungsgericht in Antwerpen wegen Vergewaltigung von vier Kindern, Verbreitung von pornografischen Postern und Erpressung zu vier Jahren Gefängnis verurteilt. Er bestritt weiterhin seine Schuld. Im Herbst 2010 kam er unter Auflagen frei.
2013 wurde er erneut inhaftiert. Sein 17-jähriger Neffe hatte ihn angezeigt und detailliert geschildert, wie Vervloesem ihn im Januar 2012 nach dem Sporttraining in der Dusche missbraucht habe. Als Beleg diente eine Aufzeichnung eines Handy-Gesprächs mit Vervloesem. Dieser wurde in erster Instanz zu 18 Monaten Haft auf Bewährung verurteilt. Laut Vervloesem war das Gespräch aus dem Zusammenhang gerissen worden. Er sagte, sein Neffe wolle sich an ihm rächen und behaupte Unwahrheiten. Nachdem Zeugen seine Darstellung bestätigt hatten, sprach das Berufungsgericht in Antwerpen Vervloesem im Dezember 2014 frei.
Marcel Vervloesem litt an einer Herzkrankheit und einer schweren Form von Diabetes. Er lebte zuletzt in Turnhout. Er starb im Alter von 65 Jahren im Haus seiner Tochter in Herenthout.